# Live Nation Entertainment
Live Nation Entertainment, poprzednio Live Nation, Inc. – korporacja koncertowa z siedzibą w Beverly Hills. Powstała w 2005 roku jako spin off Clear Channel Communications, a jej dyrektorem generalnym jest Michael Rapino. W 2007 roku wartość koncernu wynosiła ponad 4 miliardy dolarów.
Live Nation podpisuje kontrakty z artystami jako wytwórnia, jednak przede wszystkim pełni rolę promotora koncertów, a nie "właściciela muzyki". Na przykład umowy z U2 i Madonną nie zawierają praw autorskich na przyszłe nagrania. Z kolei kontrakt z Jayem-Z dotyczy również jego przyszłych wydawnictw. W 2008 roku do Live Nation dołączyła kolumbijska wokalistka Shakira oraz kanadyjski zespół Nickelback.

## Biznes
W 2008 roku Live Nation zorganizowała i wypromowała ponad 16 000 koncertów dla 1500 artystów w 57 krajach, sprzedając 45 milionów biletów oraz notując ponad 60 milionów unikalnych użytkowników, którzy odwiedzili livenation.com. W 2005 roku korporacja była właścicielem lub operatorem 117 obiektów: 75 w Stanach Zjednoczonych i 42 poza nimi. W skład obiektów wchodziło: 39 amfiteatrów, 58 teatrów, 14 klubów, 4 areny i 2 obozy festiwalowe. Poza tym Live Nation posiada prawa do organizacji wydarzeń w dodatkowych 33 obiektach.
Do Live Nation należy m.in. SFX Entertainment, zajmujące się udostępnianiem obiektów oraz menedżmentem artystów. Przedsiębiorstwo posiada, operuje i wynajmuje 135 obiektów, w tym 43 w Europie. Poza tym SFX Entertainment organizuje wiele wydarzeń, w tym tzw. halftime show podczas Super Bowl.

### Kontrakty
W październiku 2007 roku Madonna podpisała z Live Nation dziesięcioletni kontrakt, opiewający na kwotę 120 milionów dolarów. Stała się tym samym pierwszą członkinią nowego działu korporacji, Live Nation Artists, wcześniej znanego jako Artist Nation. W 2008 roku Shakira zdecydowała, że nie podpisze kontraktu z Live Nation, gdyż umowa z Sony BMG zobowiązuje ją do nagrania jeszcze dwóch albumów studyjnych oraz kompilacji z największymi przebojami. Jednakże kontrolę nad wszystkimi innymi aspektami jej kariery, w tym nad organizacją koncertów, przejęła Live Nation.
W styczniu 2008 Live Nation sprzedała swój północnoamerykański biznes teatralny (w tym Broadway Across America) Key Brand Entertainment za 90,4 milionów dolarów. Key Brand jest prywatnym koncernem, należącym do producenta teatralnego Johna Gore'a i prowadzonym przez Toma McGratha.
31 marca 2008 roku potwierdzono, że koncern podpisał dwunastoletnią umowę z U2, wartą ok. 100 milionów dolarów.
W kwietniu 2008 roku Jay-Z podpisał z Live Nation dziesięcioletni kontrakt, opiewający na kwotę 152 milionów dolarów. Korporacja umożliwiła mu założenie własnej wytwórni Roc Nation, a także zobowiązała się do finansowania jego koncertów, tras, wszelkiej działalności rozrywkowej oraz przyszłych nagrań.

### Live Nation International Music oraz Live Nation Artists
Live Nation tworzy obecnie wytwórnię płytową Live Nation Artists, oddział Live Nation International Music, która ma stać się poważnym rywalem dla EMI, Sony Music, Universal Music Group oraz Warner Music Group, z tak znanymi artystami, jak U2, Madonna, Jay-Z, Shakira oraz Nickelback. Przedstawiciele korporacji planują przemianę koncertowego giganta we wszechstronny biznes.

### House of Blues
W 2006 roku Live Nation nabyła sieć obiektów rozrywkowych House of Blues, które znajdują się w:
- Anaheim, Kalifornia (w Disneyland Resort)
- San Diego, Kalifornia
- West Hollywood, Kalifornia
- Lake Buena Vista, Floryda (w Walt Disney World)
- Chicago, Illinois (gdzie stanowi również hotel)
- Nowy Orlean, Luizjana
- Boston, Massachusetts
- Las Vegas, Nevada (w Mandalay Bay Resort and Casino)
- Cleveland, Ohio
- Atlantic City, New Jersey (w Showboat Atlantic City)
- Myrtle Beach, Karolina Południowa
- Dallas, Teksas
- Houston, Teksas (w Houston Pavilions)

## Zarząd korporacji
W skład zarządu Live Nation aktualnie wchodzą: Gregory B. Maffei (Chairman of the Board), Mark Carleton (Member of the Board), Jonathan L. Dolgen, Ariel Emanuel, Robert Ted Enloe III, Jeffrey T. Hinson, Jimmy Iovine, Peggy Johnson, James S. Kahan, Randall T. Mays, Michael Rapino (President, CEO and Director) oraz Mark Shapiro.
W skład listy najważniejszych menadżerów Live Nation aktualnie wchodzą: Michael Rapino (President, CEO, Director), Joe Berchtold (COO), Kathy Willard (CFO), Michael Rowles (General Counseul and Secretary), John Hopmans (Executrive Vice President), Jordan Zachary (CSO), Maili Bergman (Senior Vice President), Carrie Davis (CCO) oraz Nadia Rawlinson (CHRO).

## Fuzja z Ticketmaster
10 lutego 2009 roku Live Nation i Ticketmaster Entertainment ogłosiły, że podjęły decyzję o utworzeniu wspólnej korporacji, Live Nation Entertainment.
Propozycja została przyjęta pozytywnie w Norwegii i Turcji. W Wielkiej Brytanii wywołała początkowo sprzeciw, jednak później została rozpatrzona pozytywnie. Rozmowy na ten temat kontynuowane są w Kanadzie i Stanach Zjednoczonych.

### Krytyka
Plany fuzji wywołały w niektórych środowiskach sprzeciw ze względu na możliwość całkowitego zdominowania rynku przez Live Nation Entertainment. Wśród przeciwników znalazło się kilku członków Kongresu Stanów Zjednoczonych, którzy wraz z biznesowymi rywalami Ticketmaster i Live Nation zwrócili się do Departamentu Sprawiedliwości o uniemożliwienie fuzji. Przedstawiciele koncernów oświadczyli jednak, że nie zrezygnują z planów i w niedalekiej przyszłości Live Nation Entertainment zacznie funkcjonować.
Głos w sprawie fuzji zabrał również Bruce Springsteen, mówiąc: "...rzeczą, która mogłaby jeszcze bardziej pogorszyć sytuację z biletami jest fuzja Live Nation i Ticketmaster, które utworzyłyby jeden system i ustanowiłyby monopolową sytuację w dystrybucji biletów."